# Kdeedu
kdeedu – pakiet KDE zawierający oprogramowanie edukacyjne.

## Lista programów

### Języki
- Kanagram – anagramy
- KHangMan – gra w wisielca
- Kiten – program do nauki języka japońskiego
- KLettres – aplikacja do nauki alfabetu
- KVerbos – oprogramowanie do nauki koniugacji hiszpańskich czasowników
- KWordQuiz – program służący do nauki słówek dowolnego języka, używając różnych metod[1]

### Matematyka
- KBruch – program do nauki ułamkamów
- Kig – program do geometrii
- KmPlot – aplikacja rysująca funkcje matematyczne
- KPercentage – program z ćwiczeniami działań na procentach
- KAlgebra – kalkulator matematyczny oparty na języku MathML, pomocny w nauce algebry

### Różne
- blinKen – komputerowa wersja gry Szymon mówi
- KGeography – program do nauki geografii
- KTouch – aplikacja do nauki szybkiego pisania na klawiaturze
- KTurtle – interpreter języka LOGO

### Nauka
- Kalzium – komputerowa wersja układu okresowego pierwiastków
- KStars – wirtualne planetarium
- Marble – mapa świata
- Step – interaktywny symulator fizyczny

## Programy w przygotowaniu
- eqchem
- Kard
- KMathTool
- Kalcul
- Parley